# Maria Bill

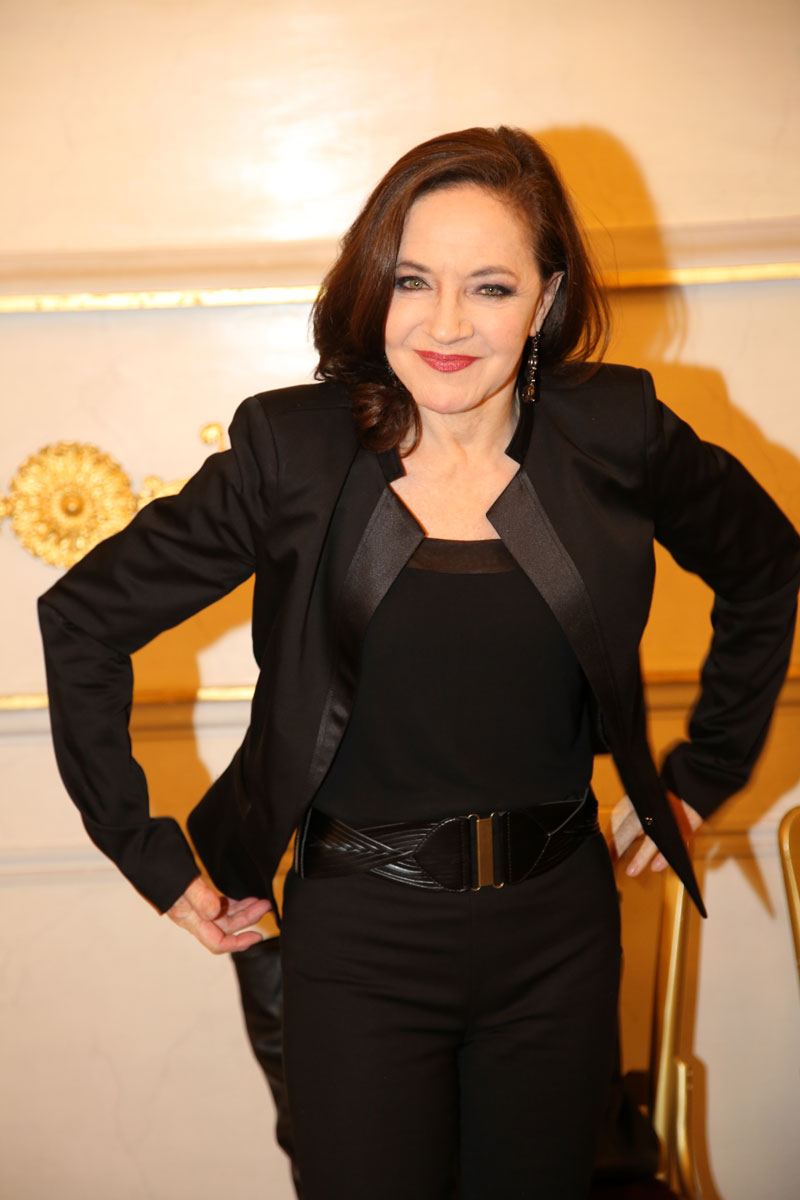
Maria Bill (2014)

Maria Bill (* 15. November 1948 in Trogen, Schweiz) ist eine Schweizer Schauspielerin und Sängerin.

## Leben

### Herkunft und Jugend
Maria Bill ist eine von vier Töchtern von Arthur Bill und seiner Frau Berta. Ihre Eltern arbeiteten im internationalen Kinderdorf Pestalozzi in Trogen im Appenzeller Mittelland, deshalb wuchsen die vier Schwestern auch dort auf. Aufgrund der Internationalität im Dorf lernte Bill die Lust an Sprachen und am Imitieren dieser. Einmal jährlich wurde den Kinderdorfpaten eine Tanz- und Singvorstellung der Kinder geboten, wodurch Bills Interesse am Schauspiel geweckt wurde.

### Ausbildung und Karrierebeginn
Anfang der 1970er Jahre wurde Maria Bill von ihrer Mutter, die ihrerseits daheim Lieder der Piaf gesungen hatte (vgl. Abschnitt Musikkarriere unten), nach Zürich auf die Schauspielschule geschickt. 1971 bis 1974 hatte sie ihr erstes Engagement am Zürcher Theater am Neumarkt. Nach drei Jahren als Ensemblemitglied wurde sie von den Kollegen per Ensemblebeschluss hinausgeworfen: „Du fühlst dich als Küken im Nest zu wohl. […] Du musst raus in die Provinz und die Scheiße kennenlernen!“
Auf Anregung des damals noch jungen späteren Regisseurs Christoph Marthaler, den Bill als Straßenmusiker in Zürich kennenlernte, kam sie anschließend auf die Theaterschule von Jacques Lecoq in Paris: „Lecoq hat mich befreit und mir die Hemmungen genommen.“ Dort setzte sie sich auch mit ihrem komödiantischen Talent auseinander.
Zurückgekehrt nach Zürich, wollte sie gemeinsam mit einem Clownkollegen und einem Kastenwagen durch die Lande touren. Zu dieser Zeit gastierte in Zürich auch Hans Gratzer mit seinem „Flittertheater“, den Bill dort ebenso kennenlernte wie sein „Truppenmitglied“ Michael Schottenberg, ihren späteren Ehemann:

„Ich dachte mir: Eigentlich ist es genau das, was ich machen möchte! Da will ich mit! Ich bin also mit dem Clown nach der Vorstellung zum Gratzer, um ihm das zu sagen. Er hat es eingesehen und uns beide tatsächlich gleich mit auf Tour genommen. So habe ich dann auch den Schottenberg kennengelernt, und als mich der Gratzer mit nach Wien nehmen wollte, hatte ich gar nichts dagegen.“

### Schauspielkarriere in Österreich
Bill war sodann ab Gründung im Jahr 1978 beim ersten Ensemble des Wiener Schauspielhauses dabei. Der Gründer Gratzer hatte fünf Premieren hintereinander angesetzt, wobei das Haus nach der Adaption auf Theater vom Ensemble selbst noch fertig hergerichtet werden musste: „Wir haben gehackelt wie die Wahnsinnigen – und hinten noch die Häusln geputzt, während vorn schon das Publikum mit den Sektgläsern in der Hand herumstand.“ Breitere Bekanntheit erlangte die Bill im Jahr 1982 mit einem am Schauspielhaus gespielten und gesungenen Stück über das Leben der Édith Piaf, für das sie mit der Kainz-Medaille der Stadt Wien ausgezeichnet wurde. Es folgte 1982/83 eine Tournee in die Schweiz und nach Deutschland mit Auszeichnung mit dem Goldenen Theatertaler der Stadt Berlin.
In der Folge spielte sie unter anderem im Theater in der Josefstadt, am Burgtheater und in Michael Schottenbergs Theater im Kopf. Von 1995 bis 2004 wurde sie von Emmy Werner am Volkstheater engagiert. Für ihre Darstellung der Salome Pockerl in Nestroys Der Talisman erhielt sie den Karl-Skraup-Preis, als Bertolt Brechts Mutter Courage feierte sie ebenfalls Erfolge. Auch in der Direktionszeit ihres Ehemanns Michael Schottenberg ab der Spielsaison 2005/06 war Maria Bill auf der Bühne des Volkstheaters zu sehen, darunter als Sally Bowles in Cabaret (2007), in Wer hat Angst vor Virginia Woolf sowie in Hiob. In der Spielzeit 2013/2014 stand sie „in einer der wunderbarsten Rollen auf ‚ihrer‘ Bühne“ (ORF/Ö1): Sie spielte in Glorious (Regie: Michael Schottenberg) die „berühmteste Falschsängerin aller Zeiten“ (ORF/Ö1), Florence Foster Jenkins. Ab Februar 2014 spielte sie mit Der aufhaltsame Aufstieg des Arturo Ui (Regie: Schottenberg) in einem weiteren Stück von Bertolt Brecht.
Bei den Salzburger Festspielen in den Jahren 1999 und 2010 verkörperte sie im Jedermann die Guten Werke.
Im September 2010 fasste Maria Bill in ihren Dankesworten anlässlich des ihr verliehenen Goldenen Verdienstzeichens des Landes Wien ihre Zeit in Wien zusammen mit:

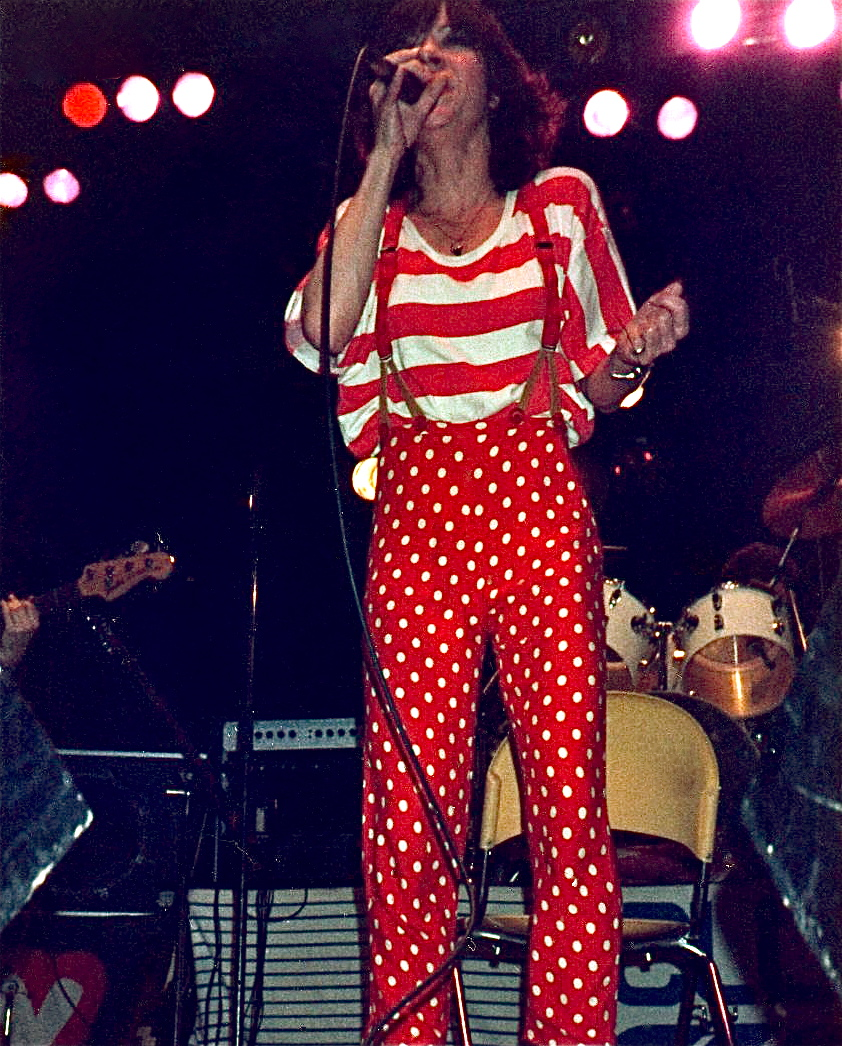
Maria Bill im Jahr 1985 beim Austria Rockfestival in Voitsberg

„Eigentlich wollte ich nur kurz bleiben, und heute, nach 30 Jahren, bin ich immer noch hier. Wien hat mich mit offenen Armen empfangen und aufgenommen. Ich habe hier tolle Menschen kennengelernt und wichtige Rollen gespielt.“

### Musikkarriere
Ausgangspunkt ihrer musikalischen Karriere waren Bills Auftritte über die Piaf:

„Andere schreiben ihre Sehnsüchte und Verzweiflungen als Jugendliche in Tagebücher, bei mir waren es Lieder. Sie sollten aber lange Zeit mein Geheimnis bleiben. Als ich 1982 im Schauspielhaus dann dieses Stück über Édith Piaf spielen und singen durfte, hat mir diese Alte irrsinnig Mut gemacht. ‚Wenn ich singe, bin das ich‘, hat sie gesagt, und das hielt ich für eine gute Idee. Die Plattenfirmen haben mir damals die Tür eingerannt! Ich sollte allerdings Piaf-Lieder singen, und das fand ich absurd – denn die gab es ja im Original. Also habe ich meine eigenen Lieder aus der Schublade geholt.“

Christian Kolonovits als ihr Produzent und Maria Bill sichteten daraufhin ihren vorhandenen Liederbestand und sortierten aus. Obwohl die beiden am nächsten Tag aus den aussortierten Liedern wieder welche hinzunahmen, blieben es für eine (erste) Langspielplatte zu wenige, woraufhin Kolonovits meinte, Bill müsse noch etwas schreiben. Als „Geschenk des Augenblicks passiert[e]“ ihr dann an einem weiteren Tag der zukünftige Hit „I mecht landen“.
Mit dem 1983 veröffentlichten Debütalbum (LP) Maria Bill gelang es ihr, im folgenden Jahr in den Spitzenbereich der Hitparade vorzudringen. Der darauf enthaltene Titel I mecht landen gilt als erfolgreicher Vertreter des Austropop. Im September 2012 wurde ihr schon seit längerer Zeit vergriffenes Album von 1983 unter dem Titel Anniversary Edition sowie mit ihren Liedern bis 1987 auf einer Doppel-CD neu veröffentlicht. Mit einem Großteil dieser Lieder ging der „Kurzzeit-Austropop-Star“ (Falter), beginnend am 5. Oktober im Wiener Konzerthaus, auf Abschiedstournee.
Neben der Interpretation der eigenen Lieder zählen ihre musikalischen Programme mit Chansons von Édith Piaf und Jacques Brel zu ihren Erfolgen. Immer wieder singt sie weiterhin unter den Titeln Maria Bill singt Édith Piaf, Maria Bill singt Jacques Brel sowie Maria singt Bill auf verschiedenen Bühnen im deutschsprachigen Raum.
Im Oktober 2014 – in der Abschiedssaison von Michael Schottenberg – war Maria Bill mit Liedern von Kurt Weill und Bertolt Brecht auf der Bühne des Volkstheaters.

### Film und Fernsehen
Dem Publikum ist sie auch durch Rollen in den Fernsehserien Kottan ermittelt und Trautmann bekannt, in den Filmen Das Geheimnis (1992), Averills Ankommen (1992) und Das zehnte Jahr (1995) spielte sie Hauptrollen. 2006 spielte sie die Prostituierte Herta im Spielfilm Slumming von Michael Glawogger. 2019 war sie in Vienna Blood – Die letzte Séance unter der Regie von Robert Dornhelm in der Rolle der Isolde Sedlmair, 2022 in der Nöstlinger-Verfilmung Geschichten vom Franz zu sehen. Sie trat außerdem in TV-Shows wie in Denk mit Kultur (2016) oder Weltberühmt in Österreich – 50 Jahre Austropop auf.

### Hörspiel und Hörbücher
Maria Bill beteiligte sich an Hörspielen. Das 1981 erschienene Kinderbuch Valerie und die Gute-Nacht-Schaukel von Mira Lobe und Winfried Opgenoorth wurde 1993 von Erich Meixner vertont. Sie leiht darin der Hauptfigur Valerie ihre Stimme.

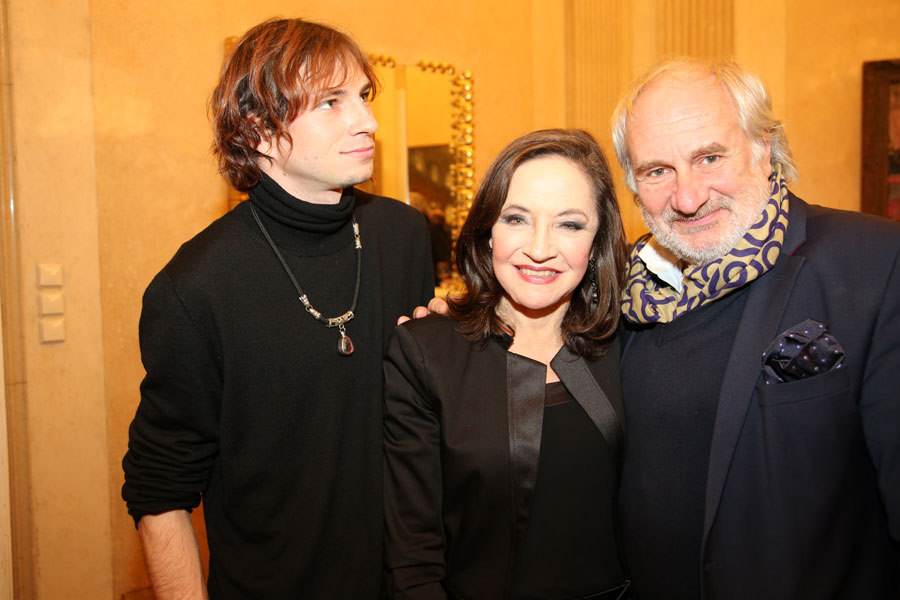
Tany Gabriel, Maria Bill, Michael Schottenberg (2014)

### Privates
Maria Bill war 35 Jahre mit dem Schauspieler, Regisseur und ehemaligen Direktor des Volkstheaters Michael Schottenberg verheiratet. Ende 2011 machten sie die Trennung öffentlich. Maria Bill spricht von ihm, ohne den Vornamen zu nennen, als (dem) Schottenberg.
Deren beider Sohn ist der österreichisch-schweizerische Schauspieler und Musiker Tany Schottenberg (* 1988), der aus seinen beiden Vornamen seinen Künstlernamen Tany Gabriel gebildet hat.
Maria Bill lebt in Wien-Neubau und fährt in der Stadt mit dem Fahrrad, unter anderem zu Interviews. Sie beherrscht die im Appenzeller Raum Talerschwingen genannte Technik, wobei eine 5-Franken-Münze in einer Tonschüssel kreisen gelassen wird.

## Über Maria Bill
„‚Wunder Bill‘, das man nicht einfach abrufen kann, ‚es will wach geküsst werden‘. Er [Heinz Sichrovsky] erinnerte an die vielen Figuren, die Maria Bill in ihrer 30jährigen Bühnenlaufbahn verkörperte, unter anderen Édith Piaf, Mutter Ubu, Mutter Courage, Sally Bowles, ‚ganz verschieden in Herkunft, Alter und sogar Geschlecht‘: ‚Wenn Maria Bill nicht gerade Maria Bill ist, dann ist sie Fee und Troll in einem, alterslos, ein Satyr in der Handhabung komödiantischer Mittel.‘“

„In Zukunft wird man nicht mehr Édith Piaf sagen können, ohne gleichzeitig Maria Bill denken zu müssen.“

## Filmografie (Auswahl)
- 1972: Fegefeuer in Ingolstadt (Fernsehfilm)
- 1976: Riedland
- 1979: Der Diener zweier Herren (Fernsehfilm)
- 1980–1982: Kottan ermittelt (Fernsehserie, 3 Folgen)
- 1981: Wie der Mond über Feuer und Blut (Fernsehfilm)
- 1981: Den Tüchtigen gehört die Welt
- 1981: Die Weltmaschine (Fernsehfilm)
- 1981–1982: Familie Merian (Fernsehserie, 5 Folgen)
- 1984: Lebenslinien (Fernsehserie, 1 Folge)
- 1992: Averills Ankommen
- 1993: Das Geheimnis
- 1995: Das zehnte Jahr
- 1997: Crazy Moon (Fernsehfilm)
- 2000: Jedermann (Fernsehfilm)
- 2003–2004: Trautmann (Fernsehserie, 2 Folgen)
- 2004: Die Dreigroschenoper (Fernsehfilm)
- 2005: Ainoa
- 2006: Slumming
- 2013: Schnell ermittelt (Fernsehserie, 1 Folge)
- 2017: MappaMundi
- 2019: Vienna Blood (Fernsehserie, Folge Die letzte Séance)
- 2021: Die Dreigroschenoper (Fernsehfilm)
- 2022: Geschichten vom Franz
- 2023: Neue Geschichten vom Franz

## Auszeichnungen
- 1979: Förderungspreis zur Kainz-Medaille
- 1982: Kainz-Medaille der Stadt Wien[3]
- 1983: Goldener Theatertaler der Stadt Berlin[3][2]
- 2002: Karl-Skraup-Preis
- 2002 und 2005: Nominierungen für den Amadeus Austrian Music Award
- 2010: Karl-Skraup-Preis
- 2010: Goldenes Verdienstzeichen des Landes Wien[7]
- 2014: Kammerschauspielerin
- 2014: Dorothea-Neff-Preis in der Kategorie Publikumsliebling

## Diskografie
- 1983: Maria Bill (LP, Polygram; ausgezeichnet mit Gold[2])
- 1985: Jetzt (LP, Polygram)
- 1987: Bill Drei (LP, Polygram)
- 1997: Maria Bill singt Édith Piaf (LP, BMG-Reverso)
- 1998: Master Series - Maria Bill (LP, Polygram)
- 2001: Maria Bill singt Jacques Brel (Extraplatte)
- 2005: Jung & Schön (Universal)
- 2012: I mecht landen - Anniversary Edition (Doppel-CD, Universal)
- 2013: BILL singt PIAF (CD, Hoanzl)